# گروه تریپ.کام
گروه تریپ.کام (انگلیسی: Trip.com Group) آژانس مسافرتی سنگاپوری است، که در سال ۱۹۹۹ تأسیس شد.